# Tongi
Tongi és una ciutat del districte de Gazipur, que forma part de la divisió de Dhaka, a Bangladesh. Tongi acull l'aplec musulmà de Biswa Ijtema, compta amb una zona de lliure comerç que produeix 1.500 milions de BDT, i marca la frontera nord de Dhaka des de 1786. Al recinte de l'escola secundària Tongi Shahid Smrity hi ha una fossa comuna del genocidi de la Guerra d'Alliberament de Bangladesh.

## Història
Mir Jumla (1660–1663) va fer construir una fortificació per a protegir l'entrada nord de Dhaka durant el seu regnat com a nazim mogol (1660–1663). També va fer construir un pont sobre el riu Turag i una carretera Dhaka-Mymensingh que connectava Tongi amb Bag-e-Badshahi i que va servir com a eix de creixement urbà als segles XIX i XX, ja que s'hi van escollir llocs per establir nous assentaments urbans: Gulshan (format el 1961), Banani (1964), Baridhara (1972) i Uttara (1965). El 1786, Tongi-Jamalpur va ser designat com el límit nord de Dhaka per la Companyia Britànica de les Índies Orientals.

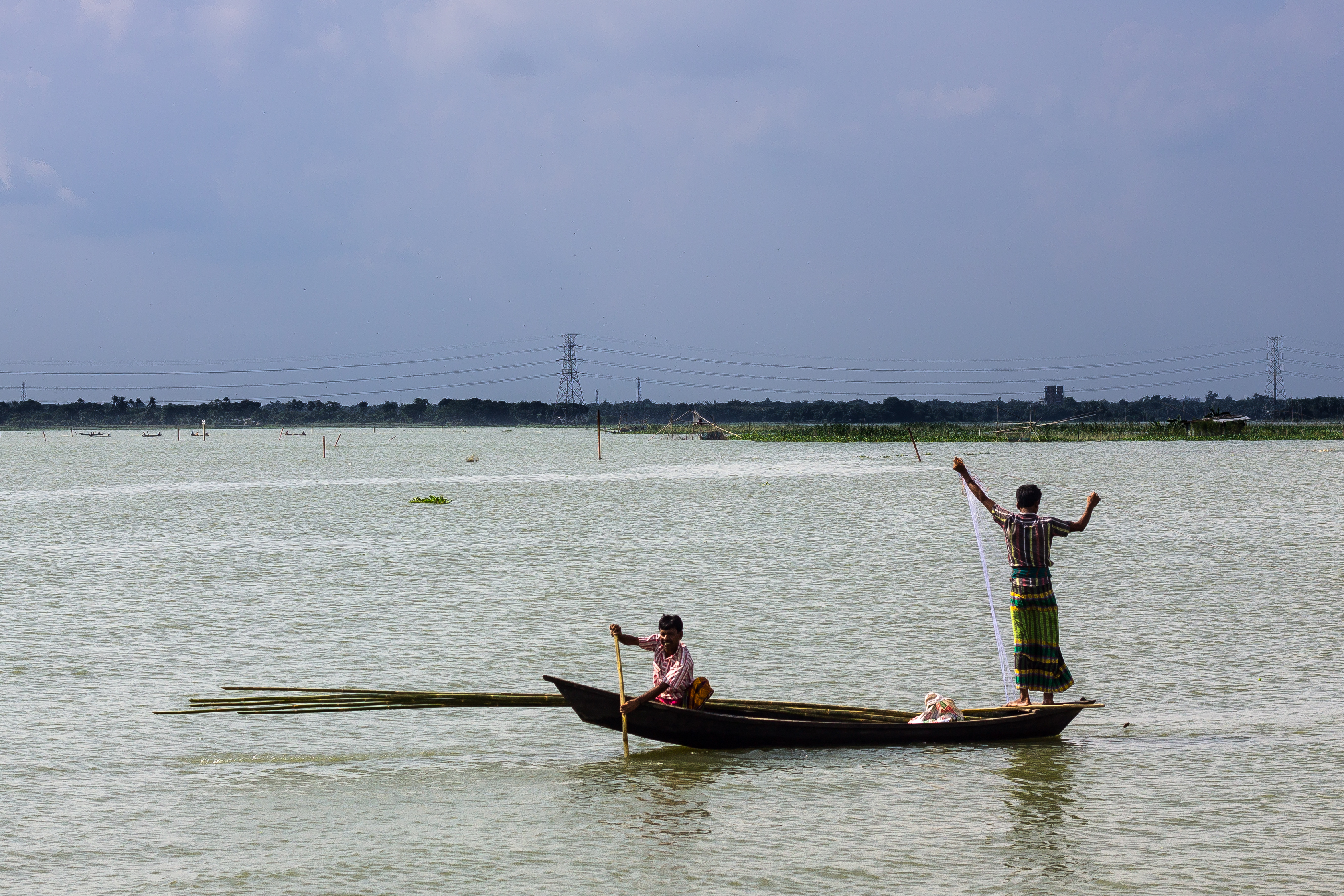
Riu Turag

El riu Turag és utilitzat a Tongi per vaixells de transport i vaixells de càrrega. El Bishwa Ijtema anual també se celebra a la riba del riu Turag. El ferrocarril de l'estat de Nārāyanganj–Dhaka–Mymensingh es va inaugurar el 1885–86. Tongi disposa d'una estació d'encreuament on la línia transversal uneix la l'àrea oest a l'àrea est a través del pont Jamuna.